# اونیتیتسه (ناحیه پراگ-غرب)
اونیتیتسه (به چکی: Únětice) یک منطقهٔ مسکونی در جمهوری چک است که در ناحیه پراگ-غرب واقع شده‌است. اونیتیتسه ۳٫۱۵ کیلومتر مربع مساحت و ۶۴۹ نفر جمعیت دارد و ۲۵۲ متر بالاتر از سطح دریا واقع شده‌است.